# Gonodonta fernandezi
Gonodonta fernandezi är en fjärilsart som beskrevs av Todd 1959. Gonodonta fernandezi ingår i släktet Gonodonta och familjen nattflyn. Inga underarter finns listade i Catalogue of Life.